# دومينيك براون
دومينيك براون (بالإنجليزية: Dominic Brown)‏ هو صانع أفلام وثائقية بريطاني، ولد في 1980 في لندن في المملكة المتحدة.